# Blocul electoral „Moldova Democrată”
Blocul electoral „Moldova Democrată” a fost o alianță politică constituită la 8 mai 2004 de principalele partide politice de centru-stânga/centru-dreapta din acea perioadă din Republica Moldova - Alianța "Moldova Noastră", Partidul Democrat din Moldova și Partidul Social-Liberal. La alegerile parlamentare din 6 martie 2005 a obținut peste 28,4 % din sufragii (locul 2), revenindu-i 34 de locuri din cele 101 din parlamentul țării. La sfârșitul lunii martie 2005 blocul a fost părăsit de Partidul Democrat din Moldova, iar la 4 aprilie 2005 și de Alianța "Moldova Noastră", care a anunțat constituirea unui grup parlamentar propriu. 

Parlamentare 2005